# Festival Internacional de Cine de Cannes de 2015
El Festival Internacional de Cine de Cannes de 2015, 68.ª edición, se celebró del 13 al 24 de mayo de 2015. Los hermanos Joel e Ethan Coen fueron los presidentes del jurado para la competición oficial. Es la primera vez en la historia del certamen que dos personas presiden el jurado, como homenaje a los hermanos Lumière y los 120 años de la invención del cine. Desde que los hermanos Coen recibieron cada uno su convocatoria por separado, se les unieron Guillermo del Toro, Xavier Dolan, Jake Gyllenhaal, Sophie Marceau, Rossy de Palma, Sienna Miller y Rokia Traoré, para formar el habitual cuerpo de nueve jurados. El actor francés Lambert Wilson fue el maestro de ceremonias de inauguración y clausura del certamen.
El cartel del festival muestra a la estrella de Hollywood y actriz sueca Ingrid Bergman, fotografiada por David Seymour. Fue elegido para rendir homenaje a Bergman por su contribución al cine y quién sirvió de presidente del jurado en el Festival de Cannes de 1973. Como parte del homenaje a Bergman, el documental sueco Ingrid Bergman: In Her Own Words se proyectó en la sección Cannes Classics.
La Palma de Oro fue otorgado a la película francesa Dheepan dirigida por Jacques Audiard. Al ganar el premio, Audiard dijo: "Estoy muy conmovido, sabía que lo estaría. Quisiera agradecer a Michael Haneke por no haber hecho una película este año. Quisiera también agradecer a mis actores, sin ellos no habría película ni Palma de Oro. Recibir un premio de los hermanos Coen es sencillamente extraordinario."
La película La Tête haute de la directora Emmanuelle Bercot inauguró el festival, siendo la segunda película en la historia del certamen dirigida por una mujer, después de Un homme amoureux de Diane Kurys que inauguró la ceremonia de 1987. La glace et le ciel, dirigida por Luc Jacquet, fue la película de clausura del festival.
La cineasta francesa Agnès Varda fue galardonada con la Palma de Oro de honor durante la ceremonia de clausura del festival, siendo la primera mujer en recibir este premio.
La Selección Oficial de películas para este festival, incluida la lista de la competencia principal, se anunció el 16 de abril de 2015. El 23 de abril se completó esta selección, incluyendo dos películas para la competición principal.

## Jurado

### Competición oficial

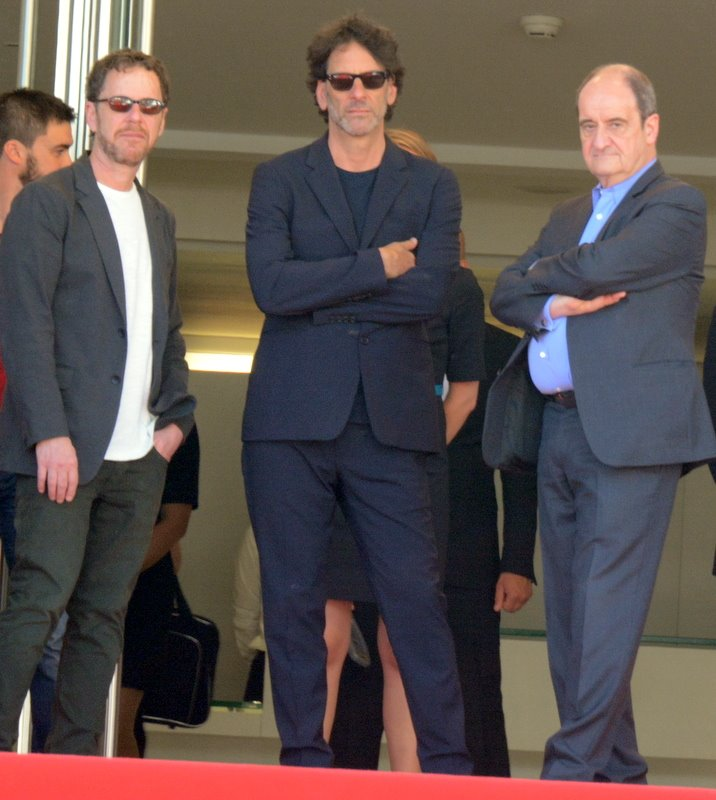
Ethan y Joel Coen, presidentes del jurado, con el presidente del festival Pierre Lescure.

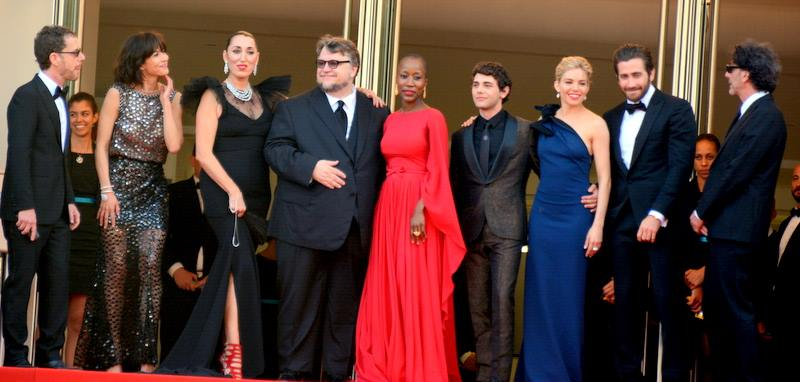
El Jurado de la Competición oficial.

- Joel e Ethan Coen, directores estadounidenses (presidentes)[2]
- Rossy de Palma, actriz española
- Sophie Marceau, actriz y directora francesa
- Sienna Miller, actriz inglesa
- Rokia Traoré, cantante y compositora maliense
- Guillermo del Toro, director mexicano
- Xavier Dolan, actor y director canadiense
- Jake Gyllenhaal, actor estadounidense

### Un Certain Regard
- Isabella Rossellini, actriz italiana (presidenta)[15][16]
- Haifaa al-Mansour, director saudita
- Nadine Labaki, actriz y directora libanesa
- Panos H. Koutras, director griego
- Tahar Rahim, actor francés

### Cinéfondation y cortometrajes
- Abderrahmane Sissako, director mauritano (presidente)[17][18]
- Joana Hadjithomas, directora libanesa
- Rebecca Zlotowski, directora francesa
- Cécile de France, actriz belga
- Daniel Olbrychski, actor polaco

### Cámara de Oro
- Sabine Azéma, actriz francesa (presidenta)[19]
- Delphine Gleize, directora francesa
- Melvil Poupaud, actor francés
- Claude Garnier, director de fotografía francés
- Didier Huck, ejecutivo francés de Technicolor
- Yann Gonzalez, director francés
- Bernard Payen, crítico y curador francés

### Semana Internacional de la Crítica
- Ronit Elkabetz, actriz y directora israelí (presidenta)[20]
- Katell Quillévéré, directora francesa
- Peter Suschitzky, director de fotografía inglés
- Andréa Picard, curadora y crítica canadiense
- Boyd van Hoeij, crítico alemán

### Ojo de Oro (L'Œil d'or)
- Rithy Panh, director de documentales franco-camboyano (presidente)[21]
- Nicolas Philibert, director de documentales francés
- Irène Jacob, actriz franco-suiza
- Diana El Jeiroudi, productora de documentales siria
- Scott Foundas, crítico de cine estadounidense

### Queer Palm
- Desiree Akhavan, directora y actriz iraní (presidenta)[22]
- Ava Cahen, periodista francesa
- Elli Mastorou, periodista belga
- Nadia Turincev, productora francesa
- Laëtitia Eïdo, actriz francesa

## Sección Oficial

### En Competición
Las películas nominadas para competir por la Palma de Oro se presentaron en la conferencia de prensa de Cannes el 16 de abril de 2015.
| Título                               | Título Original            | Director(es)      | País(es) de Producción                         |
| ------------------------------------ | -------------------------- | ----------------- | ---------------------------------------------- |
| Dheepan                              | Dheepan                    | Jacques Audiard   | Francia                                        |
| La ley del mercado                   | La Loi du marché           | Stéphane Brizé    | Francia                                        |
| Marguerite et Julien                 | Marguerite et Julien       | Valérie Donzelli  | Francia                                        |
| Chronic                              | Chronic                    | Michel Franco     | México, Estados Unidos                         |
| El cuento de los cuentos             | Il racconto dei racconti   | Matteo Garrone    | Italia, Francia, Reino Unido                   |
| Carol                                | Carol                      | Todd Haynes       | Reino Unido, Estados Unidos                    |
| The Assassin                         | 聶隱娘 Nie Yin Niang       | Hou Hsiao-hsien   | Taiwán, China, Hong Kong, Francia              |
| Más allá de las montañas             | 山河故人 Shan He Gu Ren    | Jia Zhangke       | China, Japón, Francia                          |
| Umimachi Diary                       | 海街 Umimachi Diary        | Hirokazu Koreeda  | Japón                                          |
| Macbeth                              | Macbeth                    | Justin Kurzel     | Reino Unido, Francia, Estados Unidos           |
| Langosta                             | The Lobster                | Yorgos Lanthimos  | Grecia, Francia, Irlanda, Holanda, Reino Unido |
| Mi amor                              | Mon roi                    | Maïwenn           | Francia                                        |
| Mia madre                            | Mia madre                  | Nanni Moretti     | Italia                                         |
| El hijo de Saúl                      | Saul fia                   | László Nemes      | Hungría                                        |
| Nuestra hermana pequeña              | 海街diary / Umimachi Diary | Hirokazu Koreeda  | Japón                                          |
| El valle del amor                    | La Vallée de l'amour       | Guillaume Nicloux | Francia                                        |
| La juventud                          | La giovinezza              | Paolo Sorrentino  | Italia, Francia, Suiza, Reino Unido            |
| El amor es más fuerte que las bombas | Louder Than Bombs          | Joachim Trier     | Noruega, Francia, Dinamarca, Estados Unidos    |
| El bosque de los sueños              | The Sea of Trees           | Gus Van Sant      | Estados Unidos                                 |
| Sicario                              | Sicario                    | Denis Villeneuve  | Estados Unidos                                 |

### Un Certain Regard
Las siguientes películas compitieron en la sección Un Certain Regard:
| Título                  | Título Original            | Director(es)              | País(es) de Producción              |
| ----------------------- | -------------------------- | ------------------------- | ----------------------------------- |
| Rams                    | Hrútar                     | Grímur Hákonarson         | Islandia                            |
| Masaan *                | Masaan *                   | Neeraj Ghaywan            | India                               |
| Una pastelería en Tokio | あん An                    | Naomi Kawase              | Japón                               |
| Journey to the Shore    | 岸辺の旅 Kishibe no tabi   | Kiyoshi Kurosawa          | Japón                               |
| Je suis un soldat *     | Je suis un soldat *        | Laurent Larivière         | Francia, Bélgica                    |
| Bajo el sol             | Zvizdan                    | Dalibor Matanić           | Croacia, Eslovenia                  |
| Taklub                  | Taklub                     | Brillante Mendoza         | Filipinas                           |
| The Other Side          | The Other Side             | Roberto Minervini         | Estados Unidos, Italia              |
| Un piso más abajo       | Un etaj mai jos            | Radu Muntean              | Rumania                             |
| The Shameless           | 무뢰한 Muroehan            | Oh Seung-uk               | Corea del Sur                       |
| Las elegidas            | Las elegidas               | David Pablos              | México                              |
| Nahid                   | ناهید Nahid                | Ida Panahandeh            | Irán                                |
| El tesoro               | Comoara                    | Corneliu Porumboiu        | Rumania                             |
| Alias María             | Alias María                | José Luis Rugeles Gracia  | Colombia, Argentina, Francia        |
| The Fourth Direction    | Chauthi Koot               | Gurvinder Singh           | India                               |
| Madonna                 | 마돈나                     | Shin Su-won               | Corea del Sur                       |
| Cementerio de esplendor | รักที่ขอนแก่น Rak Ti Khon Kaen | Apichatpong Weerasethakul | Tailandia                           |
| Disorder (El protector) | Maryland                   | Alice Winocour            | Francia                             |
| Lamb                    | Lamb                       | Yared Zeleke              | Etiopía, Francia, Alemania, Noruega |

### Fuera de competición
Las siguientes películas fueron seleccionadas para ser proyectadas fuera de la competición:
| Título                                 | Título Original     | Director(es)      | País(es) de Producción    |
| -------------------------------------- | ------------------- | ----------------- | ------------------------- |
| Mad Max: Furia en la carretera         | Mad Max: Fury Road  | George Miller     | Australia, Estados Unidos |
| Con la frente en alto / La cabeza alta | La tête haute       | Emmanuelle Bercot | Francia                   |
| Irrational Man                         | Irrational Man      | Woody Allen       | Estados Unidos            |
| El Principito                          | Le petit Prince     | Mark Osborne      | Francia                   |
| Del revés (Inside Out)                 | Inside Out          | Pete Docter       | Estados Unidos            |
| La glace et le ciel                    | La glace et le ciel | Luc Jacquet       | Francia                   |

Sesiones de medianoche
| Título | Título Original | Director(es)  | País(es) de Producción |
| ------ | --------------- | ------------- | ---------------------- |
| Amy    | Amy             | Asif Kapadia  | Reino Unido            |
| Office | 오피스 Opiseu   | Hong Won-chan | Corea del Sur          |
| Love   | Love            | Gaspar Noé    | Francia                |

### Proyecciones especiales
En la sección "Proyecciones especiales" se proyectaron las siguientes películas:
| Título                              | Título Original                                | Director(es)      | País(es) de Producción |
| ----------------------------------- | ---------------------------------------------- | ----------------- | ---------------------- |
| La comunidad de los corazones rotos | Asphalte                                       | Samuel Benchetrit | Francia                |
| Oka                                 | Oka                                            | Souleymane Cissé  | Malí                   |
| Una historia de locos               | Une histoire de fou                            | Robert Guédiguian | Francia                |
| Afterthought                        | היורד למעלה Hayored lema'ala                   | Elad Keidan       | Israel                 |
| Una historia de amor y oscuridad    | סיפור על אהבה וחושך Sipur al ahava ve choshech | Natalie Portman   | Estados Unidos, Israel |
| Amnesia                             | Amnesia                                        | Barbet Schroeder  | Suiza, Francia         |
| Panama                              | Panama                                         | Pavle Vučković    | Serbia                 |

### Cortometrajes
De los 4.550 cortometrajes registrados, los siguientes fueron los seleccionados para competir por la Palma de Oro al mejor cortometraje:
| Título              | Título Original                                 | Director(es)                | País(es) de Producción       |
| ------------------- | ----------------------------------------------- | --------------------------- | ---------------------------- |
| Waves '98           | موج ٩٨ Moug 98                                  | Ely Dagher                  | Líbano                       |
| The Guests          | The Guests                                      | Shane Danielsen             | Australia                    |
| Tuesday             | Salı                                            | Ziya Demirel                | Turkey, Francia              |
| Sunday Lunch        | Le Repas dominical                              | Céline Devaux               | Francia                      |
| Love Is Blind       | Love Is Blind                                   | Dan Hodgson                 | Reino Unido                  |
| Ave Maria           | السلام عليك يا مريم Assalammu 'aleiki ya Maryam | Basil Khalil                | Palestina, Francia, Alemania |
| Buddy               | Copain                                          | Jan Roosens and Raf Roosens | Bélgica                      |
| Patriot             | Patriot                                         | Eva Riley                   | Reino Unido                  |
| Presente imperfecto | Presente imperfecto                             | Iair Said                   | Argentina                    |

### Cinéfondation
La sección Cinéfondation se centra en películas realizadas por estudiantes en Escuelas de cine. Los siguientes 18 participantes (14 de ficción y 4 de animación) fueron seleccionados entre más de 1.600 registrados. Más de la tercera parte de las películas seleccionadas participan en Cinéfondation por primera vez. Además, también es la primera vez que una película que representa a una escuela de cine española es seleccionada.
| Título Original     | Director                                                                          | Escuela, país                                                    |
| ------------------- | --------------------------------------------------------------------------------- | ---------------------------------------------------------------- |
| Share               | Pippa Bianco                                                                      | AFI Directing Workshop for Women, Estados Unidos                 |
| کشتارگاه Koshtargah | Behzad Azadi                                                                      | Art University of Tehran, Irán                                   |
| El ser mágnetico    | Mateo Bendesky                                                                    | Universidad del Cine, Argentina                                  |
| Manoman             | Simon Cartwright                                                                  | Escuela Nacional de Cine y Televisión (Reino Unido), Reino Unido |
| Victor XX           | Ian Garrido López                                                                 | ESCAC, España                                                    |
| The Return of Erkin | Maria Guskova                                                                     | Escuela de Postgrado de Guionistas y Directores, Rusia           |
| Leonardo            | Félix Hazeaux, Thomas Nitsche, Edward Noonan, Franck Pina, and Raphaëlle Plantier | MOPA (formerly Supinfocom-Arles), Francia                        |
| Locas perdidas      | Ignacio Juricic Merillán                                                          | Carrera de Cine y TV Universidad de Chile, Chile                 |
| Tsunami             | Sofie Kampmark                                                                    | The Animation Workshop, Dinamarca                                |
| Retriever           | Tomáš Klein and Tomáš Merta                                                       | FAMU Praga, República Checa                                      |
| Les Chercheurs      | Aurélien Peilloux                                                                 | La Fémis, Francia                                                |
| Abwesend            | Eliza Petkova                                                                     | dffb, Alemania                                                   |
| Ten Buildings Away  | Miki Polonski                                                                     | Minshar for Art, Israel                                          |
| 14 Steps            | Maksim Shavkin                                                                    | Moscow School of New Cinema, Rusia                               |
| Anfibio             | Héctor Silva Núñez                                                                | EICTV, Cuba                                                      |
| Ainahan ne palaa    | Salla Sorri                                                                       | Universidad Aalto-ELO Film School Helsinki Finlandia             |
| Het Paradijs        | Laura Vandewynckel                                                                | RITS School of Arts Brussels, Bélgica                            |
| Under the Sun       | Qiu Yang                                                                          | The VCA, Film & TV School, Melbourne University, Australia       |

## Secciones paralelas

### Semana Internacional de la Crítica
La selección de películas para la Semana Internacional de la Crítica fue anunciada el 20 de abril de 2015, en su sitio web.
Largometrajes
| Título                 | Título Original        | Director(es)          | País(es) de Producción                    |
| ---------------------- | ---------------------- | --------------------- | ----------------------------------------- |
| La patota              | La patota              | Santiago Mitre        | Argentina, Brasil, Francia                |
| Dégradé                | Dégradé                | Arab y Tarzan Nasser  | Palestina, Francia, Catar                 |
| Krisha                 | Krisha                 | Trey Edward Shults    | Estados Unidos                            |
| Mediterranea           | Mediterranea           | Jonas Carpignano      | Italia, Francia, Estados Unidos, Alemania |
| Sleeping Giant         | Sleeping Giant         | Andrew Cividino       | Canadá                                    |
| La tierra y la sombra  | La tierra y la sombra  | César Augusto Acevedo | Colombia, Francia, Holanda, Chile, Brasil |
| Ni le ciel ni la terre | Ni le ciel ni la terre | Clément Cogitore      | Francia, Bélgica                          |

Cortometrajes
| Título Original                    | Director(es)             | País(es) de Producción |
| ---------------------------------- | ------------------------ | ---------------------- |
| Varicella                          | Fulvio Risuleo           | Italia                 |
| Alles wird gut                     | Patrick Vollrath         | Alemania               |
| Pojkarna                           | Isabella Carbonell       | Suecia                 |
| Command Action                     | João Paulo Miranda Maria | Brasil                 |
| La Fin de dragón                   | Marina Diaby             | Francia                |
| The Fox Exploits the Tiger’s Might | Lucky Kuswandi           | Indonesia              |
| Love Comes Later                   | Sonejuhi Sinha           | Estados Unidos         |
| Jeunesse des Loups-Garous          | Yann Delattre            | Francia                |
| Ramona                             | Andrei Crețulescu        | Rumania                |
| Too Cool for School                | Kevin Phillips           | Estados Unidos         |

Proyecciones especiales
| Título           | Título Original       | Director(es)     | País(es) de Producción |
| ---------------- | --------------------- | ---------------- | ---------------------- |
| The Anarchists   | Les Anarchistes       | Elie Wajeman     | Francia                |
| Learn by Heart   | La Vie en grand       | Mathieu Vadepied | Francia                |
| Coin Locker Girl | 차이나타운 Chainataun | Han Jun-hee      | Corea del Sur          |
| Two Friends      | Les Deux Amis         | Louis Garrel     | Francia                |

### Quincena de Realizadores
La selección de películas para la Quincena de Realizadores fue anunciada el 21 de abril de 2015, en su sitio web.
Largometrajes
| Título                      | Título Original                | Director(es)            | País(es) de Producción         |
| --------------------------- | ------------------------------ | ----------------------- | ------------------------------ |
| El abrazo de la serpiente   | El abrazo de la serpiente      | Ciro Guerra             | Colombia, Venezuela, Argentina |
| In the Shadow of Women      | L'Ombre des femmes             | Philippe Garrel         | Francia                        |
| My Golden Years             | Trois souvenirs de ma jeunesse | Arnaud Desplechin       | Francia                        |
| Las mil y una noches        | As 1001 Noites                 | Miguel Gomes            | Portugal                       |
| A Perfect Day               | A Perfect Day                  | Fernando León de Aranoa | España                         |
| Allende, mi abuelo Allende  | Allende, mi abuelo Allende     | Marcia Tambutti Allende | Chile, México                  |
| The Cowboys *               | Les Cowboys                    | Thomas Bidegain         | Francia                        |
| Fatima                      | Fatima                         | Phillipe Faucon         | Francia                        |
| Green Room                  | Green Room                     | Jeremy Saulnier         | Estados Unidos                 |
| Much Loved                  | Much Loved                     | Nabil Ayouch            | Marruecos, Francia             |
| Mustang                     | Mustang                        | Deniz Gamze Ergüven     | Francia                        |
| Peace to Us in Our Dreams   | Peace to Us in Our Dreams      | Šarūnas Bartas          | Lituania, Francia, Rusia       |
| Songs My Brothers Taught Me | Songs My Brothers Taught Me    | Chloé Zhao              | Estados Unidos                 |
| The Here After              | Efterskalv                     | Magnus von Horn         | Francia, Polonia, Suecia       |
| The Brand New Testament     | Le Tout Nouveau Testament      | Jaco Van Dormael        | Luxemburgo, Francia, Bélgica   |
| Dope                        | Dope                           | Rick Famuyiwa           | Estados Unidos                 |

Cortometrajes
| Título               | Título Original      | Director(es)                            | País(es) de Producción |
| -------------------- | -------------------- | --------------------------------------- | ---------------------- |
| Rate Me              | Rate Me              | Fyzal Boulifa                           | Reino Unido            |
| Blue Thunder         | Bleu tonnerre        | Jean-Marc E. Roy y Philippe David Gagné | Canadá                 |
| Calme ta joie        | Calme ta joie        | Emmanuel Laskar                         | Francia                |
| El pasado roto       | El pasado roto       | Martín Morgenfeld y Sebastián Schjaer   | Argentina              |
| Kung Fury            | Kung Fury            | David Sandberg                          | Suecia                 |
| Pitchoune            | Pitchoune            | Reda Kateb                              | Francia                |
| Trials, Exorcisms    | Provas, Exorcismos   | Susana Nobre                            | Portugal               |
| Pueblo               | Pueblo               | Elena López Riera                       | España                 |
| A Few Seconds        | Quelques secondes    | Nora El Hourch                          | Francia                |
| Backyard             | Quintal              | André Novais Oliveira                   | Brasil                 |
| The Exquisite Corpus | The Exquisite Corpus | Peter Tscherkassky                      | Austria                |

Proyecciones especiales
| Título                                             | Título Original            | Director(es)  | País(es) de Producción |
| -------------------------------------------------- | -------------------------- | ------------- | ---------------------- |
| Yakuza Apocalypse: The Great War of the Underworld | 極道大戦争 Gokudō daisensō | Takashi Miike | Japón                  |

### ACID
ACID, una asociación de directores de cine franceses y extranjeros, demuestra su apoyo a nueve películas cada año, buscando brindar cooperación mutua entre cineastas. Las películas seleccionadas por ACID se anunciaron el 21 de abril de 2015 en su sitio web.
| Título              | Título Original     | Director(es)        | País(es) de Producción   |
| ------------------- | ------------------- | ------------------- | ------------------------ |
| Cosmodrama          | Cosmodrama          | Philippe Fernández  | Francia                  |
| Raging Rose         | Crache Coeur        | Julia Kowalski      | Francia, Polonia         |
| Gaz de France       | Gaz de France       | Benoît Forgeard     | Francia                  |
| De l'ombre il y a   | De l'ombre il y a   | Nathan Nicholovitch | Francia                  |
| I Am the People     | Je suis le peuple   | Anna Roussillon     | Francia                  |
| Pauline             | Pauline s'arrache   | Emilie Brisavoine   | Francia                  |
| The Grief of Others | The Grief of Others | Patrick Wang        | Estados Unidos           |
| La Vanité           | La Vanité           | Lionel Baier        | Suiza, Francia           |
| (Be)Longing         | Volta à Terra       | João Pedro Plácido  | Portugal, Suiza, Francia |

### Cannes Classics
La lista completa para la sección Clásicos de Cannes fue anunciada el 30 de abril de 2015. El director de cine grecofrancés Costa-Gavras fue anunciado como invitado de honor. En esta edición se rindió homenaje al recientemente fallecido Manoel de Oliveira, a Ingrid Bergman, al centenario del nacimiento de Orson Welles y la celebración de los sesenta años de la creación de la Palma de Oro.
Restauraciones
| Título                                                   | Título Original                                                                                       | Director(es)     | País(es) de Producción                   |
| -------------------------------------------------------- | --- | ---------------- | ---------------------------------------- |
| Z (1969)                                                 | Z (1969)                                                                                              | Costa-Gavras     | Francia, Argelia                         |
| Citizen Kane (1941)                                      | Citizen Kane (1941)                                                                                   | Orson Welles     | Estados Unidos                           |
| La dama de Shanghái (1947)                               | The Lady from Shanghai                                                                                | Orson Welles     | Estados Unidos                           |
| El tercer hombre (1949)                                  | The Third Man                                                                                         | Carol Reed       | Reino Unido                              |
| More (1969)                                              | More (1969)                                                                                           | Barbet Schroeder | Alemania Occidental, Francia, Luxemburgo |
| Rocco y sus hermanos (1960)                              | Rocco e i suoi fratelli                                                                               | Luchino Visconti | Italia, Francia                          |
| Les Yeux brûlés (1986)                                   | Les Yeux brûlés                                                                                       | Laurent Roth     | Francia                                  |
| Ascensor para el cadalso (1958)                          | Ascenseur pour l’échafaud                                                                             | Louis Malle      | Francia                                  |
| Black Girl (1972)                                        | La Noire de…                                                                                          | Ousmane Sembène  | Francia, Senegal                         |
| Insiang (1976)                                           | Insiang (1976)                                                                                        | Lino Brocka      | Filipinas                                |
| Sur (1988)                                               | Sur (1988)                                                                                            | Fernando Solanas | Argentina, Francia                       |
| Zangiku monogatari (1939)                                | 残菊物語 Zangiku monogatari                                                                           | Kenji Mizoguchi  | Japón                                    |
| Batallas sin honor ni humanidad (1973)                   | 仁義なき戦い Jingi maki tatakai                                                                       | Kinji Fukasaku   | Japón                                    |
| Los desesperados (1965)                                  | Szegénylegények                                                                                       | Miklós Jancsó    | Hungría                                  |
| Les Ordres (1974)                                        | Les Ordres                                                                                            | Michel Brault    | Canadá                                   |
| Pánico (1946)                                            | Panique                                                                                               | Julien Duvivier  | Francia                                  |
| A Touch of Zen (1971)                                    | 俠女 Xiá nǚ                                                                                           | King Hu          | Taiwán                                   |
| Bienvenidos o prohibida la entrada a los extraños (1964) | Добро пожаловать, или Посторонним вход воспрещён Dobro pozhalovat, ili Postoronnim vkhod vospreshchen | Elem Klimov      | Unión Soviética                          |
| La historia oficial (1985)                               | La historia oficial (1985)                                                                            | Luis Puenzo      | Argentina                                |
| Marius (1931)                                            | Marius (1931)                                                                                         | Alexander Korda  | Francia                                  |

Documentales
| Título                                     | Título Original                            | Director(es)                      | País(es) de Producción      |
| ------------------------------------------ | ------------------------------------------ | --------------------------------- | --------------------------- |
| Hitchcock/Truffaut                         | Hitchcock/Truffaut                         | Kent Jones                        | Estados Unidos              |
| Orson Welles: Shadows & Light              | Orson Welles, autopsie d'une légende       | Elisabeth Kapnist                 | Francia                     |
| Ingrid Bergman: In Her Own Words           | Jag är Ingrid                              | Stig Björkman                     | Suecia                      |
| Gerard Depardieu: Larger Than Life         | Depardieu grandeur nature                  | Richard Melloul                   | Francia                     |
| Steve McQueen: The Man & Le Mans           | Steve McQueen: The Man & Le Mans           | Gabriel Clarke y John McKenna     | Estados Unidos, Reino Unido |
| By Sidney Lumet                            | By Sidney Lumet                            | Nancy Buirski                     | Estados Unidos              |
| Harold and Lillian: A Hollywood Love Story | Harold and Lillian: A Hollywood Love Story | Daniel Raim                       | Estados Unidos              |
| The Golden Palm's Legend                   | La Légende de la Palme d’or                | Alexis Veller                     | Francia                     |
| This Is Orson Welles                       | This Is Orson Welles                       | Clara Kuperberg y Julia Kuperberg | Francia                     |
| SEMBENE!                                   | SEMBENE!                                   | Samba Gadjigo y Jason Silverman   | Estados Unidos, Senegal     |

Homenaje a Manoel de Oliveira
| Título                          | Título Original                 | Director(es)       | País(es) de Producción |
| ------------------------------- | ------------------------------- | ------------------ | ---------------------- |
| Memories and Confessions (1982) | Visita ou Memórias e Confissões | Manoel de Oliveira | Portugal               |

## Premios

### Sección oficial
En competencia

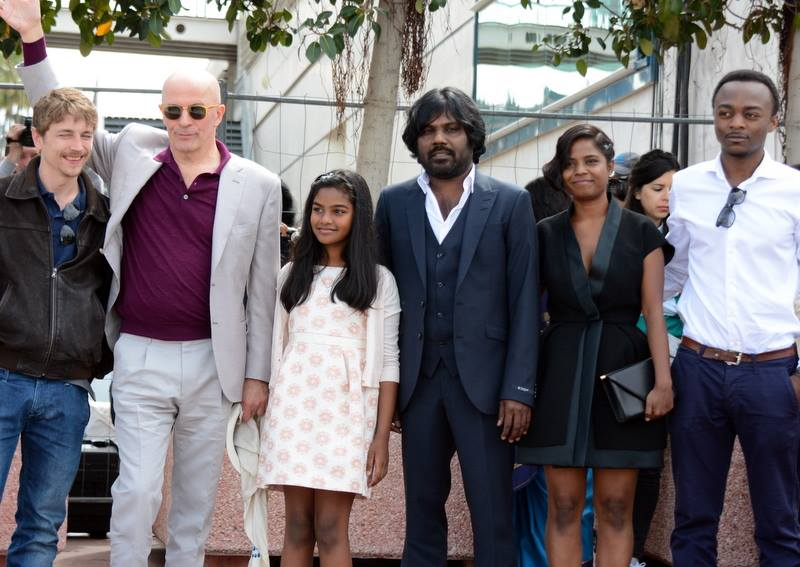
Director y actores de la película ganadora de la Palma de Oro Dheepan.

- Palma de Oro – Dheepan de Jacques Audiard
- Gran Premio del Jurado – El hijo de Saúl de László Nemes
- Mejor director – Hou Hsiao-hsien por The Assassin
- Mejor guion – Michel Franco por Chronic
- Mejor actriz
  - Rooney Mara por Carol
  - Emmanuelle Bercot por Mi amor
- Mejor actor – Vincent Lindon por La ley del mercado
- Premio del Jurado – Langosta de Yorgos Lanthimos

Un Certain Regard
- Premio Un Certain Regard – Rams de Grímur Hákonarson
- Premio del Jurado de Un Certain Regard  – The High Sun de Dalibor Matanić
- Un Certain Regard Mejor director – Kiyoshi Kurosawa por Journey to the Shore
- Premio Un Certain Talent – El tesoro de Corneliu Porumboiu
- Un Certain Regard Premio especial por un futuro prometedor:
  - Nahid de Ida Panahandeh
  - Fly Away Solo de Neeraj Ghaywan

Cinéfondation
- Primer Premio – Share de Pippa Bianco
- Segundo Premio – Locas perdidas de Ignacio Juricic Merillán
- Tercer Premio – The Return of Erkin de Maria Guskova y Victor XX de Ian Garrido López

Cámara de Oro
- Cámara de Oro – La tierra y la sombra de César Augusto Acevedo

Cortometraje
- Palma de Oro al mejor cortometraje – Waves '98 de Ely Dagher

### Secciones paralelas
Semana Internacional de la Crítica
- Gran Premio Nespresso – La patota de Santiago Mitre
- Premio France 4 Visionary – La tierra y la sombra de César Augusto Acevedo
- Premio SACD – La tierra y la sombra de César Augusto Acevedo
- Premio Sony CineAlta Discovery a mejor cortometraje – Chickenpox de Fulvio Risuleo
- Premio Canal+ – Ramona de Andrei Crețulescu
- Premio Gan Foundation Support for Distribution – The Wakhan Front de Clément Cogitore

Quincena de Realizadores
- Premio Art Cinema – El abrazo de la serpiente de Ciro Guerra
- Premio SACD – My Golden Years de Arnaud Desplechin
- Premio Europa Cinemas Label – Mustang de Deniz Gamze Ergüven
- Premio Illy para cortometrajes – Rate Me de Fyzal Boulifa
- Mención Especial – The Exquisite Corpus de Peter Tscherkassky

### Premios independientes
Premio FIPRESCI
- Sección oficial – El hijo de Saúl de László Nemes
- Un Certain Regard – Fly Away Solo de Neeraj Ghaywan
- Sección Paralela – La patota de Santiago Mitre (Semana Internacional de la Crítica)

Jurado Ecuménico
- Premio del Jurado Ecuménico – Mia madre de Nanni Moretti
- Condecoraciones:
  - The Measure of a Man de Stéphane Brizé
  - Trap de Brillante Mendoza

Jurado Ojo de Oro
- Ojo de Oro – Allende, mi abuelo Allende de Marcia Tambutti Allende
- Mención Especial – Ingrid Bergman: In Her Own Words de Stig Björkman

Jurado Queer Palm
- Queer Palm – Carol de Todd Haynes
- Mención Especial – Langosta de Yorgos Lanthimos
- Premio Queer Palm a cortometraje – Locas perdidas de Ignacio Juricic Merillán

### Premio Especial
- Palma de Oro de honor – Agnès Varda